# Таясаль
Таясаль (ісп. Tayasal) — руїни міста цивілізації мая у департаменті Петен (Гватемала). На думку низки дослідників саме тут було створено Мадридський кодекс.

## Історія
Окремі поселення мая існували тут ще в докласичний період — між 450 роком до н. е. і 250 роком н. е. Втім вони не оформилися у місто або державу. Населення переважно займалося рибальством, чому сприяли географічні умови. У класичний період ці території були частиною Мутульського царства.
У 790-х роках сюди було перенесено столицю царства Ік'. Місто було засновано на острові озера Петен-Іца. Ахави Ік' перебували тут до 880-х років. Із занепадом царства не припинилось існування міста.
Наприкінці 1190-х років було зайнято представниками мая-іца на чолі із Чак-Шиб-Чаком (колишнім халач-вініком Чичен-Іци), переселенцями з північної частини Юкатана. На той час тут мешкала невеличка група нащадків мая класичного періоду, деякі вчені вважають, що ними продовжували правити нащадки династії Ік', але це достеменно не підтверджено. Мая-іца надали місту нову назву — «Та-Іца» (іноді називають Нохпетен). Незабаром утворилося потужне місто-держава, яке контролювало центральну частину сьогоднішнього Петена. Усі його правителі мали ім'я Канек (Ах-Кан-Ек'), що було зміненим ім'ям останнього ахава з царства Ік' — Чан-Ек'а (можливо відбулось поєднання нової й старої знаті). Тому частина вчених вважають Канек місцевим титулом або спадкове тронне ім'я.
Держава складалася з власне міста Та-Іца, з 4 кварталів, та 9 поселень навколо озера. Водночас існувало значна кількість племен мая, які визнавали зверхність Та-Іци. Основними союзниками були міста мая-ялаїн, ворогами міст мая-ковох.
Таке становища Та-Іци зберігалося до появи тут іспанських конкістадорів. Перша зустріч з іспанцями відбулася у 1525 році, під час експедиції Ернана Кортеса до Гондураса. Втім недостатність військової сили змусило останнього вести мирні перемовини. Надалі конкістадори не зачіпали Тах-Іцу до початку XVII століття. У 1620-х роках військові загони маянської держави дали відсіч спробам іспанців просунутися до їх володінь.
За цим до 1680-х років було дано спокій. Цьому сприяло розташування міста в глибині джунглів. У 2-й половині XVII ст. в рамках загального підкорення Петену розпочалася підготовка до нападу на Та-Іцу. На той момент у місті мешкало близько 25 тисяч осіб.
У 1692 році поновилися бойові дії за ініціативи юкатанського губернатора Мартіна де Урсуа-і-Арісменді, якому у 1697 році завдяки застосуванню вогнепальної зброї вдалося захопити місто. Тут засновано іспанську колонію — Нуестра-Сеньйора де лос Ремедіос і Сан Пабло де Іца. Проте мая-іца продовжували деяких час партизанську боротьбу.
Під час незалежної Гватемали у 1831 році іспанське місто перейменовано у Флорес. Рештки мешканців колишнього міста (близько 4000 осіб), мая-іца, сьогодні займають північне узбережжя озера Петен-Іца.

## Опис
Руїни Таясаль розташовані в межах сучасного міста Флорес, на острові озера Петен-Іца у центральній частині Петена. Загальна площа пам'ятки становить 2.75 км2.
Внаслідок дій конкістадорів від стародавнього міста практично нічого не залишилося, зокрема 21 храмів та низку палаців мая було знищено. Загалом виявлено рештки 339 будівель, 1 сенот і 50 поховань знаті.
За свідченням конкістадорів головний храм Таясаля був схожий за формою на храм Кукулькана в Чичен-Іце. Являв собою тріадову піраміду. Його платформа становила 16,5×16,5 м з 9 рівнями. На верхівці був плаский дах, де розміщували місцевих ідолів. Сьогодні представлено Будовами T65-T67, які вчені називають «Еркер короля Кан-Ек'а».
Поруч з головним храмом розташовувався величний акрополь, до якого входили палацу та оселі правителів міста, його родичів та царського почту.
У південній частині острова розташовувалися деякі артефакти докласичного періоду. Тут натепер розташовано селище Сан-Мігель. Будови T256-T258 представляють тріадовий храм докласичного періоду. Побудовано у південній частині острова, на півострові. Група 23 представляє рештки докласичного «Е-групи», яка орієнтована на південь від лінії схід-захід. Це свідчить про церемоніальний характер будови.
З блоків маянських будов було зведено католицьку церкву у центрі міста, а також перші будинки й оселі колоністів. Теперішній центр міста Флорес був головною площею Таясаля.
Інтерес являє Будова T29, що є стародавньою платформою розміром 23×23 м, заввишки 0,5 м. Вона зведена у докласичний період, перебудована у післякласичний період, використовувалася навіть у колоніальний період.
Дослідникам вдалося зібрати деякі частини стародавніх будов і монументів, які зібрані у спеціальному музею просто неба. Також знайдено печеру, яку використовували місцеві племена на початку класичного періоду. Інтерес являє стела 1 (869 року), на якій йдеться про «Священного Володаря Ік'а».
У похованнях Таясаля знайдені численні розписані вази, які є джерелом з життя мая післякласичного періоду. За технікою відповідають цьому періоду.

## Історія досліджень
Перші розкопки розпочалися у 1920 році. У 1937—1938 роках тут проводив дослідження Сильвінус Морлі від Інституту Карнегі (США). Деякі розкопки відбувалися у 1950-х і 1960-х роках.
1931 року оголошено національною пам'яткою. У 1971 і 1977 роках тут проведені значні розкопки фахівцями університету Пенсильванії. У 1994 році межі стародавнього Таясаля визначені Інститутом антропології й історії Гватемали. 2009 року засновано Археологічний проєкт Таясаль, учасники якого ґрунтовно й системно ведуть археологічні розкопки.